# One Piece Bounty Rush
One Piece Bounty Rush é um jogo para celular gratuito para jogar baseado na franquia One Piece, desenvolvido e publicado pela  Bandai Namco Entertainment. O jogo é jogado em tempo real com equipes de quatro jogadores no modo de batalha, em que vence a equipe que tiver mais tesouros no final. Cada batalha ocorre dentro de um local da série One Piece.

## Produção e jogabilidade
O jogo para celular é uma colaboração entre a Bandai Namco Entertainment, o autor de One Piece Eiichiro Oda, o estúdio de produção do anime Toei Animation e a editora de mangá Shueisha.
Foi lançado inicialmente em 29 de março de 2018 para as plataformas Android e iOS e foi colocado offline em 10 de abril de 2018 para manutenção de longo prazo e mais tarde foi relançado com gráficos e revisão jogabilidade em 31 de janeiro de 2019.
One Piece Bounty Rush tem uma equipe de quatro jogadores competindo contra outra equipe de quatro jogadores em tempo real, com cada campo de batalha sendo baseado em um local dentro da série One Piece. O vencedor é o time que tiver mais moedas no final da batalha. Os jogadores podem aumentar o nível de um personagem coletando itens do jogo no modo de história ou no campo de batalha.
Cada equipe deve colocar sua própria bandeira no tesouro para reivindicá-la.  Os três tipos de personagem dentro de uma equipe são Corredor, Atacante ou Defensor. O corredor ganha pontos, o atacante luta contra os inimigos e o defensor move os inimigos para fora do caminho. Há uma variedade de personagens para escolher e cada personagem tem seus próprios ataques. Os ataques incluem um combo básico e habilidades especiais.  Ao usar um combo básico, o jogador deve atacar qualquer personagem que esteja mais próximo.  Cada ponto de reivindicar o tesouro dá ao jogador um pequeno bônus após a batalha. Quando um combo básico é finalizado, o inimigo é derrubado, mas tem a habilidade de não ser ferido ao se levantar.

## Recepção
O teste de pré-lançamento do jogo teve um milhão de jogadores. Em 1º de junho de 2020, a página do jogo no Facebook relatou 20 milhões de downloads.
Dave Aubrey, de Pocket Gamer, escreveu, "Eu não odeio One Piece: Bounty Rush, mas depois de ter uma ideia de quanto esforço seria necessário para subir de nível  personagens e jogar com uma variedade maior, não é algo que eu queira voltar. Dan M. Scarborough disse em uma crítica do Blue Moon Game, "One Piece Bounty Rush é uma mudança do estilo gacha para um jogo de ação PvP em tempo real, o que é uma jogada bastante corajosa, mera bravata não é suficiente para um jogo ter sucesso, uma lição que muitos desenvolvedores aprenderam da maneira mais difícil. Este jogo simplesmente não vale o esforço que você precisa investir para ter alguma recompensa.